# Michel Périn (copilota di rally)
Michel Périn (Saint-Mihiel, 17 gennaio 1957) è un copilota di rally francese, specializzato nei rally raid, vincitore di tre edizioni del Rally Dakar (1994, 1995 e 1996) come navigatore del pilota Pierre Lartigue.

## Biografia
Dal 1984 al 1992 ha partecipato al Campionato del mondo rally (con François Chatriot), passato ai rally raid è stato navigatore di Pierre Lartigue, dopo il suo ritiro dalle competizioni, ha partecipato ancora alla Dakar, come navigatore dei connazionali Bruno Saby e Guerlain Chicherit e degli spagnoli Carlos Sainz e Nani Roma.
Dal 2009 è passato allo squadrone tedesco BMW diretto da Sven Quandt, lo X-Raid Monster Energy.

## Palmarès

### Rally Dakar

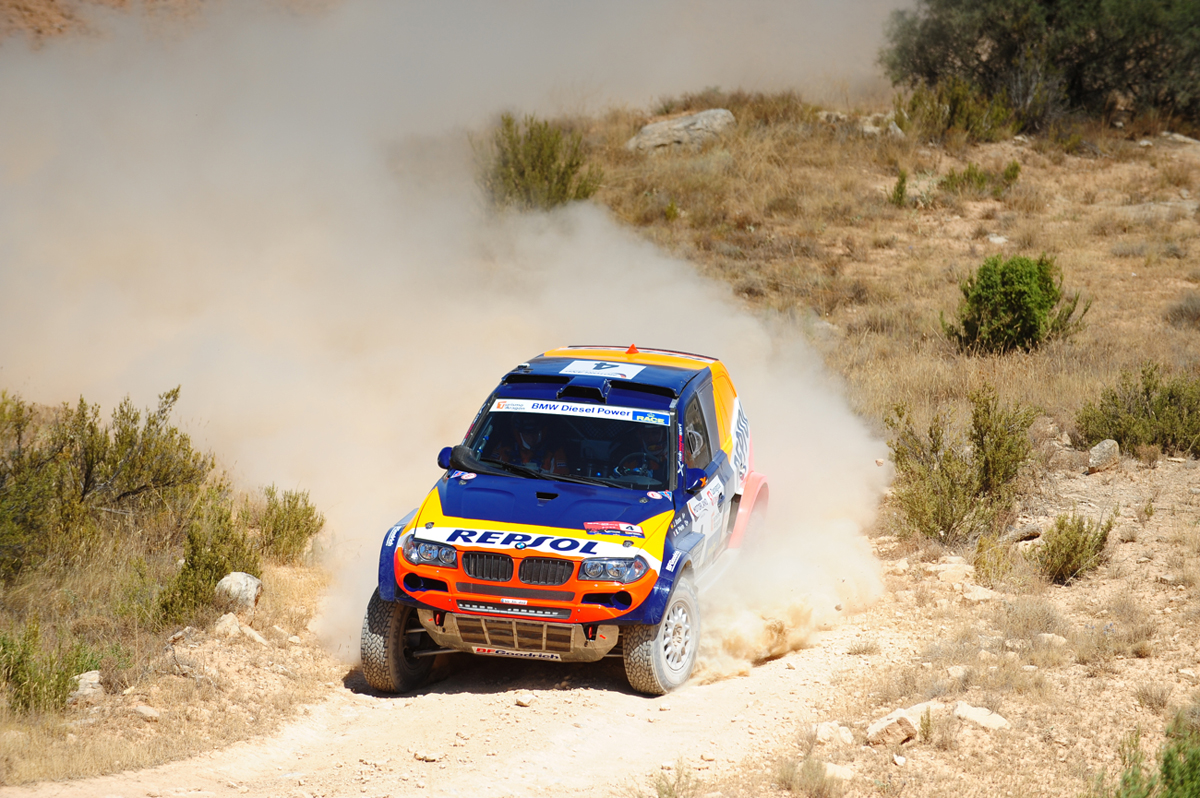
Con Nani Roma nel vittorioso Baja España del 2009

| Anno | Mezzo              | Pilota             | Pos. | Tappe |
| ---- | ------------------ | ------------------ | ---- | ----- |
| 1993 | Citroën            | Pierre Lartigue    | 2º   | 1     |
| 1994 | Citroën            | Pierre Lartigue    | 1º   | 10    |
| 1995 | Citroën            | Pierre Lartigue    | 1º   | 3     |
| 1996 | Citroën            | Pierre Lartigue    | 1º   | 1     |
| 2005 | Volkswagen Touareg | Bruno Saby         | 5º   | 2     |
| 2006 | Volkswagen Touareg | Bruno Saby         | 8º   |       |
| 2007 | Volkswagen Touareg | Carlos Sainz       | 9º   | 5     |
| 2009 | Volkswagen Touareg | Carlos Sainz       | Rit. |       |
| 2010 | BMW X3             | Nani Roma          | Rit. |       |
| 2011 | Mini Countryman    | Guerlain Chicherit | Rit. |       |

### Altri risultati
- 6 volte  in Coppa del mondo rally raid con Pierre Lartigue (1993, 1994, 1995 e 1996), con Bruno Saby (2005) e con Carlos Sainz (2007)
- 5 volte  al Rally di Tunisia con Pierre Lartigue (1992, 1994, 1995, 1996 e 1997)
- 4 volte  al Rally Transibérico con Pierre Lartigue (1993, 1994 e 1996), con Carlos Sainz (2007)
- 3 volte  al Baja España-Aragón con Pierre Lartigue (1993, 1995 e 1997)

2005
- al Rally del Marocco con Bruno Saby

2009
- al Baja España-Aragón con Nani Roma